# Diacritus incompletus
Diacritus incompletus är en stekelart som beskrevs av Setsuya Momoi 1966. Diacritus incompletus ingår i släktet Diacritus och familjen brokparasitsteklar. Inga underarter finns listade i Catalogue of Life.